# شاما سروات رحمان
شاما سروات رحمان (بنگالی: শামা সরয়াত রহমান؛ زادهٔ ۱۹۸۳) یک موسیقی‌دان، نوازندهٔ سی‌تار، راوی، مجری، فیلم‌ساز و هنرپیشه اهل بریتانیا است. وی از سال ۲۰۰۹ میلادی تاکنون مشغول فعالیت بوده‌است. وی در العین، امارات متحده عربی از پدر و مادری پزشک و خوانندهٔ اصالتاً بنگلادشی متولد شد. وی در رشتهٔ زیست‌شناسی مولکولی از کالج دانشگاهی لندن و سپس در مقطع پی‌اچ‌دی از کالج سلطنتی لندن فارغ‌التحصیل شد و در این زمینه بین رشته‌ای سامانه‌های انطباقی پیچیده در کالج سلطنتی موسیقی لندن ادامه تحصیل داد.